# Яровая, Софья Григорьевна
Софья Григорьевна Яровая (в девичестве Бойко; 18 сентября 1925, Киев — 29 сентября 2020, Киев) — член комиссии по увековечению памяти жертв Бабьего Яра и председатель Ассоциации праведников народов мира и Бабьего Яра города Киева. В годы фашистской оккупации она спасла семь евреев от неминуемой казни.

## Биография
Летом 1935 года десятилетней Софийке Бойко поручили вручить букет цветов народному комиссару обороны СССР К. Е. Ворошилову, наблюдавшему за манёврами Киевского военного округа. Она была уверена, что полководцы, которых увидела здесь, обеспечат долгую мирную и счастливую жизнь на земле; однако этого не случилось, и в день её 16-летия родной город Киев оккупировали фашисты. Вместо пионерского лагеря Софии пришлось копать противотанковые рвы на улице Горького, окопы в районе села Вита-Почтовая, а когда фронт уже проходил по Голосеевскому лесу, вывозить на подводах раненых и оказывать им посильную помощь. 3 сентября 1941 из Киева уходил один из последних поездов с эвакуированными, в котором должна была ехать и семья Бойко, однако места для них там не оказалось.
С горечью провожали соседи своих друзей-евреев 29 сентября 1941, когда по приказу немецкого командования их собирали в районе Бабьего Яра. Предлагали им помочь спрятаться, но евреи поверили фашистской лжи об их отправке в безопасное место. София Бойко со своей подругой Галиной Вайнтроп под руководством своей мамы Ефросиньи Трофимовны Бойко участвовали в спасении обречённых на смерть людей. Незадолго до освобождения Киева 25 октября 1943 утром Софью вместе с мамой и братом за отказ покинуть город арестовали. Три эсэсовца вели их на расстрел в Бабий Яр, но члены семьи Бойко были спасены загулявшими солдатами вермахта в обмен на водку. Той же ночью, воспользовавшись суматохой, им удалось вырваться из Киева в отцовское село Рославичи, где 7 ноября они были освобождены из оккупации Красной армией.
Из интервью:
— Софья Григорьевна, — спрашиваю напоследок, — вы под угрозой расстрела спасали людей. Осознаете, что это подвиг?

— Да какой подвиг, бросьте. Это обычные нормы поведения советских людей. Мы были так воспитаны.
На следующий день вернулась в Киев, пришла в военкомат и попросилась добровольно на фронт, но ей сказали, что нужно восстанавливать связь, и направили телефонисткой на киевскую станцию междугородней связи. А через неделю 10 девушек со станции послали прокладывать кабель для фронта, мы рыли траншеи и каждый день ходили расчищать Крещатик. Получили благодарности от Н. С. Хрущёва и Г. К. Жукова.
Затем училась в киноинженерном институте, откуда девушка (непросто ей давалась математика) перевелась в Учительский институт. Училась на отлично, была Сталинской стипендиаткой. Завершила учёбу в 1947 году, пошла в школу учителем украинского языка и литературы. Окончила заочно ещё два ВУЗа. В 1967 году стала директором новой 189-й школы, через четыре года вошедшей в десятку школ СССР по организации спортивно-массовой работы.
7 сентября 1997 года израильский Институт Катастрофы и героизма Яд ва-Шем присвоил Софье Яровой почётное звание праведник народов мира.
Скончалась утром 29 сентября 2020 года в Киеве, в день памяти жертв Бабьего Яра.